# Léon Lapeyssonnie
Léon Lapeyssonnie, né le 16 octobre 1915 à Montpellier et mort le 26 avril 2001 à Paris 5e, est un médecin militaire français.

## Biographie
Lauréat du concours général en 1932, Léon Lapeyssonnie poursuit ses études et obtient un certificat d'études supérieures et un diplôme d'hygiène à l'institut de chimie de Montpellier et un diplôme de médecine scolaire et d'éducation physique.
Après avoir soutenu sa thèse de doctorat intitulée Le paludisme de primo-invasion en Roussillon, il est nommé docteur en médecine en 1941 et poursuit avec un stage de spécialisation en médecine tropicale à l'école du Pharo. Sa première affectation a lieu en 1942 à Batié en tant que responsable de prophylaxie au service général autonome de la maladie du sommeil.
Assistant en biologie en 1948, il devient biologiste des hôpitaux en 1953 puis Professeur à la faculté de médecine de Tunis en 1966, promu inspecteur technique de pathologie tropicale en 1968 et sous-directeur de l'École du Pharo. Il est nommé expert de l'organisation mondiale de la santé en 1969.
Il crée en 1948 le centre d'étude des trypanosomiases africaines (centre Muraz) à Bobo-Dioulasso puis dirige le laboratoire d'armée d'Haïphong puis de l'école de médecine occidentale de Pondichéry de 1954 à 1957. Il revient en France pour enseigner à l'école de santé des armées dès 1968.
Il est sollicité par Charles Mérieux pour faire face à l'épidémie de méningite de 1975 à São Paulo.
Lapeyssonnie prend sa retraite en 1975 et s'éteint à Paris le 26 avril 2001.

## Distinctions
Léon Lapeyssonnie est fait chevalier de la Légion d'honneur en 1960, officier de l'ordre national du Mérite en 1967 et chevalier des Palmes Académiques en 1971. Il est aussi récipiendaire de la Médaille d'honneur du service de santé des armées à l’échelon vermeil en 1969.
|  |  |  |
|  |  |  |

## Hommages
- La ceinture de Lapeyssonnie[5] fait référence à l’espace décrit par Lapeyssonnie où sévissent les épidémies de méningite à méningocoques en Afrique sub-saharienne, espace délimité par un intervalle de pluviométrie (isohyète)[6].
- La promotion 2003 de l'école du service de santé des armées de Lyon-Bron reçoit le nom de Léon Lapeyssonnie[7].
- Il est le parrain de la promotion 1983 de l'Institut Bioforce[8].

## Œuvres
Léon Lapeyssonnie était aussi écrivain :
- Léon Lapeyssonnie, Toubib des tropiques, Paris, Laffont, 1982, 297 p. (ISBN 978-2-221-00968-0)
- Léon Lapeyssonnie, La dernière feuille de l'arbre, Paris, Robert Laffont, 1983, 233 p. (ISBN 978-2-221-01189-8)
- Léon Lapeyssonnie, Moi, Jamot, le vainqueur de la maladie du sommeil, Bruxelles, Louis Musin, 1987, 198 p. (ISBN 978-2-87083-029-1)
- Léon Lapeyssonnie, Le jardin des mangues : chronique d'un temps perdu, Bruxelles, Louis Musin, 1987, 202 p. (ISBN 978-2-87083-028-4)
- Léon Lapeyssonnie, La médecine coloniale : mythe et réalités, Paris, Seghers, 1988, 310 p. (ISBN 978-2-221-04494-0)
- Léon Lapeyssonnie, Au nom de Dieu : divertissement en forme de conte philosophique, Plouray, Le Moulin de Kerveno, 1992, 158 p. (ISBN 978-2-9507134-0-7)
- Léon Lapeyssonnie, Célestement vôtre : recueil de fausses nouvelles, Bannalec, 1998, 268 p. (ISBN 978-2-9507134-1-4)